# Агићи
Агићи су насељено мјесто у општини Дервента, Република Српска, БиХ. Према попису становништва из 2013. године, у насељу је живјело 200 становника.

## Географија
Насеље се налази северозападно од Дервенте на магистралном путу који повезује Дервенту са Прњавором. Удаљено је свега 7 км од центра Дервенте, а од града га одваја насеље Дервентски Луг.

## Образовање
У Агићима постоји деветоразредна подручна школа, која припада градској Основној школи „19. април”.

## Култура
У насељу су 22. октобра 2011. освештани темељи храма Српске православне цркве посвећеног Преподобној мати Параскеви, Светој Петки.

## Становништво
| Демографија- | Демографија- | Демографија- |
| Година       | Становника   | Становника   |
| ------------ | ------------ | ------------ |
| 1948.        | 1.902        |              |
| 1953.        | 0            |              |
| 1961.        | 559          |              |
| 1971.        | 535          |              |
| 1981.        | 473          |              |
| 1991.        | 350          |              |
| 2013.        | 200          |              |